# Arizona City (Pinal County, Arizona)
Arizona City ist ein Census-designated place im Pinal County im US-Bundesstaat Arizona.
Das U.S. Census Bureau hat bei der Volkszählung 2020 eine Einwohnerzahl von 9.868 auf einer Fläche von 16 km² ermittelt. Die Stadt liegt westlich der Interstate 10 und der Arizona State Route 84.